# 宋康昊
宋康昊（韓語：송강호，1967年1月17日—），韓國男演員。
舞台劇演員出身，曾多次獲韓國重要電影獎項影帝，也是首屆亞洲電影大獎影帝得主，有韓國「國民影帝」之稱，主演的電影在韓國屢屢創下亮麗的票房成績，是韓國極具票房號召力與演技備受肯定的頂級明星。
主演电影《寄生虫》获第92届奥斯卡金像奖最佳影片奖。2005年至2020年共獲選12次蓋洛普韓國（Gallup Korea）「最活躍的電影演員」TOP10，與李炳憲並列韓國影星獲選最多次第一名。
2022年以《嬰兒轉運站》成为首位获得戛纳电影节最佳男演员奖的韩国演员。

## 事业成就
2010.04.26韓國中央日報報導：《日刊體育》通過電影振興委員會的資料，以2005年4月至2010年4月五年間上映的電影為標準對演員們的票房號召力進行了調查。此次調查中不分男女，僅以演員主演電影的觀眾數為參照對演員們做了排名，第一名為宋康昊（2889萬名）。
2013年，其主演的三部电影《末日列車》、《觀相》和《正義辯護人》在韩国累计观影突破三千万人次创造紀录，证明他在韩国拥有超高的票房号召力。
2013年，出演完《正義辯護人》以后，被朴槿惠政府拉进文艺界黑名单，宋康昊的演藝事業因此受到了很大的影響。
2017年的取材於光州事變採訪記者尤金·辛彼得的《我只是個計程車司機》，票房大創新高，為宋康昊第三部由其主演之千萬人次韓國電影。8月28日，本片總觀影人次突破1140萬，超越《正義辯護人》，躋身韓國史上首十位最賣座電影之列。最終觀影人次為12,189,355人次。
2019年，主演的電影《寄生上流》橫掃國際各大電影獎項，包括金棕榈奖和金球奖最佳外语片，更在第92屆奧斯卡金像獎斬獲最佳影片獎等四項大獎。
2021年，作為韩国演员成為第74屆坎城影展评审团成员。
2022年，憑藉電影《嬰兒轉運站》獲得第75屆坎城影展最佳男演員獎。

## 影視作品

### 電影
| 年份   | 片名               | 原文片名 | 角色         | 票房（觀影人數） | 備註                                                                             |
| 1996年 | 豬墮井的那天       |          | 东石         | 3万              | 群演                                                                             |
| 1997年 | 壞電影             |          | 演员行旅     |                  | 配角                                                                             |
| 1997年 | 黑道初哥           |          | 板守         |                  | 配角                                                                             |
| 1998年 | No.3               |          | 赵弼         | 29万             | 配角                                                                             |
| 1999年 | 瘋狂飯店殺人夜     |          | 英旻         | 34万             | 配角                                                                             |
| 1999年 | 魚                 |          | 李將吉       | 620万            | （又名：生死諜變）                                                               |
| 2000年 | 犯規王             |          | 任大鎬       | 78万             | （又名：茅躉王）                                                                 |
| 2000年 | 共同警戒區JSA      |          | 吳景弼       | 251万            | （又名：JSA安全地帶）                                                            |
| 2002年 | 我要复仇           |          | 東鎮         | 16万             |                                                                                  |
| 2002年 | YMCA野球團         |          | 李浩昌       | 56万             |                                                                                  |
| 2003年 | 殺人回憶           |          | 朴斗萬       | 525万            |                                                                                  |
| 2004年 | 總統的理髮師       |          | 聖漢模       | 197万            | （又名：孝子洞的理髮師）                                                         |
| 2005年 | 親切的金子         |          | 綁架犯1      | 312万            | 友情出演                                                                         |
| 2005年 | 南極日記           |          | 崔道衡       | 87万             |                                                                                  |
| 2005年 | 马达加斯加         |          | 埃里克斯     | 139万            | 配音                                                                             |
| 2006年 | 駭人怪物           |          | 朴姜斗       | 1301万           |                                                                                  |
| 2007年 | 優雅的世界         |          | 姜仁九       | 96万             |                                                                                  |
| 2007年 | 密陽               |          | 宗燦         | 160万            |                                                                                  |
| 2008年 | 神偷．獵人．斷指客 |          | 尹泰久       | 668万            |                                                                                  |
| 2009年 | 饑渴誘罪           |          | 尚賢         | 221万            |                                                                                  |
| 2010年 | 義兄弟             |          | 李仁奎       | 541万            |                                                                                  |
| 2010年 | 小小莲池           |          | 警察干部     | 1.6万            | 群演                                                                             |
| 2011年 | 天使殺手           |          | 伊斗憲       | 77万             | （又名：藍鹽）                                                                   |
| 2012年 | 嚎叫               |          | 趙尚吉       | 161万            |                                                                                  |
| 2012年 | 青出於藍           |          |              |                  | 短片                                                                             |
| 2013年 | 末日列車           |          | 南宮民秀     | 935万            |                                                                                  |
| 2013年 | 觀相：滅王風暴     |          | 來景         | 913万            |                                                                                  |
| 2013年 | 正義辯護人         |          | 宋佑碩       | 1137万           |                                                                                  |
| 2015年 | 逆倫王朝           |          | 朝鮮英祖李昑 | 624万            | （又名：思悼）                                                                   |
| 2016年 | 密探               |          | 李正出       | 750万            |                                                                                  |
| 2017年 | 我只是個計程車司機 |          | 金萬燮       | 1218万           |                                                                                  |
| 2018年 | 麻药王             |          | 李斗三       | 186万            |                                                                                  |
| 2019年 | 寄生上流           |          | 基澤         | 1031万           | - 第72屆坎城影展金棕櫚獎 - 第77屆金球獎最佳外語片 - 第92届奥斯卡金像奖最佳影片獎 |
| 2019年 | 王的文字           |          | 朝鮮世宗     | 95万             |                                                                                  |
| 2022年 | 嬰兒轉運站         |          | 尚賢         | 126万            | 以本片成為首位獲得坎城影展最佳男演員獎的韓國演員                                 |
| 2022年 | 緊急迫降           |          | 刑警         | 205万            |                                                                                  |
| 2023年 | 1勝                |          | 金宇鎮       |                  |                                                                                  |
| 2023年 | 蜘蛛網             |          | 金烈導演     |                  |                                                                                  |
| 待公布 | 第五列             |          | 姜宗德       |                  |                                                                                  |

### 電視劇
| 年份   | 片名     | 原文        | 角色   | 備註 |
| 2024年 | 逆貧大叔 | 삼식이 삼촌 | 朴斗七 |      |

## 獎項
| 年份   | 颁奖礼                          | 獎項                      | 作品                   | 結果   |
| ------ | ------------------------------- | ------------------------- | ---------------------- | ------ |
| 1997年 | 第18屆青龍電影獎                | 最佳男配角獎              | No.3                   | 獲獎   |
| 1997年 | 第35屆大鐘獎                    | 最佳男新人獎              | No.3                   | 獲獎   |
| 2000年 | 多維爾亞洲影展                  | 最佳男主角獎              | JSA安全地帶            | 獲獎   |
| 2000年 | 第1屆釜山電影評論家協會獎       | 最佳男主角獎              | JSA安全地帶            | 獲獎   |
| 2000年 | 第21屆青龍電影獎                | 最佳男主角獎              | JSA安全地帶            | 提名   |
| 2001年 | 第37屆百想藝術大賞              | 電影部門最佳男主角獎      | JSA安全地帶            | 提名   |
| 2001年 | 第38屆大鐘獎                    | 最佳男主角獎              | JSA安全地帶            | 獲獎   |
| 2002年 | 第23屆青龍電影獎                | 最佳男主角獎              | 復仇                   | 提名   |
| 2003年 | 第40屆大鐘獎                    | 最佳男主角獎              | 殺人回憶               | 獲獎   |
| 2003年 | 第2屆韓國電影大獎               | 最佳男主角獎              | 殺人回憶               | 獲獎   |
| 2003年 | 第23屆韓國電影評論家協會獎      | 最佳男主角獎              | 殺人回憶               | 獲獎   |
| 2003年 | 第24屆青龍電影獎                | 最佳男主角獎              | 殺人回憶               | 提名   |
| 2004年 | 第25屆青龍電影獎                | 最佳男主角獎              | 總統的理髮師           | 提名   |
| 2006年 | 第27屆青龍電影獎                | 最佳男主角獎              | 駭人怪物               | 提名   |
| 2007年 | 第1屆亞洲電影大獎               | 最佳男主角獎              | 駭人怪物               | 獲獎   |
| 2007年 | 第44屆大鐘獎                    | 最佳男主角獎              | 駭人怪物               | 獲獎   |
| 2007年 | 第27屆韓國電影評論家協會獎      | 最佳男主角獎              | 優雅的世界             | 獲獎   |
| 2007年 | 第28屆青龍電影獎                | 最佳男主角獎              | 優雅的世界             | 獲獎   |
| 2007年 | 第8屆釜山電影評論家協會獎       | 最佳男主角獎              | 優雅的世界             | 獲獎   |
| 2007年 | 第11屆加拿大奇幻國際電影節      | 最佳男主角獎              | 優雅的世界             | 獲獎   |
| 2007年 | 第6屆韓國電影大獎               | 最佳男主角獎              | 密陽                   | 獲獎   |
| 2007年 | 第19届棕桐泉國際電影節          | 最佳男主角獎              | 密陽                   | 獲獎   |
| 2007年 | 第29屆青龍電影獎                | 最佳男主角獎              | 神偷．獵人．斷指客     | 提名   |
| 2008年 | 第44屆百想藝術大賞              | 電影部門最佳男主角獎      | 優雅的世界             | 提名   |
| 2008年 | 第45屆大鐘獎                    | 最佳男主角獎              | 密陽                   | 提名   |
| 2008年 | 第2屆亞洲電影大獎               | 最佳男主角獎              | 密陽                   | 獲獎   |
| 2009年 | 第30屆青龍電影獎                | 最佳男主角獎              | 饑渴誘罪               | 提名   |
| 2009年 | 第3屆亞洲電影大獎               | 最佳男主角獎              | 神偷．獵人．斷指客     | 提名   |
| 2009年 | 第45屆百想藝術大賞              | 電影部門最佳男主角獎      | 神偷．獵人．斷指客     | 提名   |
| 2009年 | 第1屆KOFRA電影獎                | 最佳男主角獎              | 饑渴誘罪               | 獲獎   |
| 2009年 | 第30屆青龍電影獎                | 最佳男主角獎              | 饑渴誘罪               | 提名   |
| 2010年 | 第1屆年度電影獎                 | 最佳男主角獎              | 饑渴誘罪               | 獲獎   |
| 2010年 | 第4屆亞洲電影大獎               | 最佳男主角獎              | 饑渴誘罪               | 提名   |
| 2012年 | 第48屆百想藝術大獎              | 電影部門男子人氣獎        | 狼嚎                   | 提名   |
| 2013年 | 第50屆大鐘獎                    | 最佳男主角獎              | 觀相                   | 獲獎   |
| 2013年 | 第34屆青龍電影獎                | 最佳男主角獎              | 觀相                   | 提名   |
| 2013年 | 第5屆年度電影獎                 | 最佳男主角獎              | 辯護人                 | 獲獎   |
| 2014年 | 第50屆百想藝術大獎              | 電影部門大賞              | 辯護人                 | 獲獎   |
| 2014年 | 第50屆百想藝術大獎              | 電影部門男子最優秀演技獎  | 辯護人                 | 提名   |
| 2014年 | 第50屆百想藝術大獎              | 電影部門男子人氣獎        | 辯護人                 | 提名   |
| 2014年 | 第8屆亞洲電影大獎               | 最佳男主角獎              | 辯護人                 | 提名   |
| 2014年 | 第35屆青龍電影獎                | 最佳男主角獎              | 辯護人                 | 獲獎   |
| 2014年 | 第51屆大鐘獎                    | 最佳男主角獎              | 辯護人                 | 獲獎   |
| 2015年 | 第36屆青龍電影獎                | 最佳男主角獎              | 思悼                   | 提名   |
| 2016年 | 第52屆百想藝術大獎              | 電影部門男子最優秀演技賞  | 思悼                   | 提名   |
| 2016年 | 第52屆百想藝術大獎              | 男子人氣獎                | 思悼                   | 提名   |
| 2016年 | 第37屆青龍電影獎                | 最佳男主角獎              | 密探                   | 提名   |
| 2016年 | 第53屆大鐘獎                    | 最佳男主角獎              | 密探                   | 提名   |
| 2017年 | 第8屆年度電影獎                 | 最佳男主角獎              | 密探                   | 獲獎   |
| 2017年 | 第53屆百想藝術大獎              | 電影部門男子最優秀演技賞  | 密探                   | 獲獎   |
| 2017年 | 第53屆百想藝術大獎              | 電影部門男子人氣賞        | 密探                   | 提名   |
| 2017年 | 第21屆加拿大奇幻國際電影節      | 最佳男主角獎              | 我只是個計程車司機     | 獲獎   |
| 2017年 | 第26屆釜日電影獎                | 最佳男主角獎              | 我只是個計程車司機     | 獲獎   |
| 2017年 | 第1屆THE SEOUL AWARDS－電影部門 | 最佳男主角獎              | 我只是個計程車司機     | 獲獎   |
| 2017年 | 第54屆大鐘獎                    | 最佳男主角獎              | 我只是個計程車司機     | 提名   |
| 2017年 | 第38屆青龍電影獎                | 最佳男主角獎              | 我只是個計程車司機     | 獲獎   |
| 2017年 | 第4屆韓國電影製作人協會獎       | 最佳男主角獎              | 我只是個計程車司機     | 獲獎   |
| 2018年 | 第54屆百想藝術大獎              | 電影部門男子最優秀演技賞  | 我只是個計程車司機     | 提名   |
| 2019年 | 第72屆盧卡諾國際影展            | 卓越獎                    | 不適用                 | 獲獎   |
| 2019年 | 第24屆春史電影獎                | 男主角獎                  | 寄生上流               | 提名   |
| 2019年 | 第40屆青龍電影獎                | 男主角獎                  | 寄生上流               | 提名   |
| 2019年 | 新墨西哥影評人協會              | 最佳整體演出              | 寄生上流               | 亚军   |
| 2019年 | 華盛頓特區影評人協會            | 最佳整體演出              | 寄生上流               | 提名   |
| 2019年 | 底特律影評人協會                | 最佳整體演出              | 寄生上流               | 提名   |
| 2019年 | 韓國導演選擇獎                  | 年度男演員獎              | 寄生上流               | 獲獎   |
| 2019年 | 鳳凰城影評圈                    | 最佳男配角                | 寄生上流               | 獲獎   |
| 2019年 | 波士頓影評人協會                | 最佳整體演出              | 寄生上流               | 亚军   |
| 2019年 | 印第安納電影記者協會            | 最佳男配角                | 寄生上流               | 提名   |
| 2019年 | 印第安納電影記者協會            | 最佳整體演出              | 寄生上流               | 提名   |
| 2019年 | IndieWire影評人投票獎           | 最佳男主角                | 寄生上流               | 第九名 |
| 2019年 | IndieWire影評人投票獎           | 最佳男配角                | 寄生上流               | 第五名 |
| 2019年 | 北德州影評人協會                | 最佳男配角                | 寄生上流               | 第五名 |
| 2019年 | 舊金山影評人協會                | 最佳男配角                | 寄生上流               | 提名   |
| 2019年 | 西雅圖影評人協會                | 最佳男配角                | 寄生上流               | 提名   |
| 2019年 | 西雅圖影評人協會                | 最佳整體演出              | 寄生上流               | 獲獎   |
| 2019年 | Cine21電影獎                    | 年度男演員                | 寄生上流               | 獲獎   |
| 2019年 | IGN獎                           | 年度最佳電影配角演出      | 寄生上流               | 提名   |
| 2019年 | IGN獎                           | 年度電影整體演出          | 寄生上流               | 提名   |
| 2019年 | IGN人民選擇獎                   | 年度最佳電影配角演出      | 寄生上流               | 提名   |
| 2019年 | IGN人民選擇獎                   | 年度電影整體演出          | 寄生上流               | 提名   |
| 2019年 | 佛羅里達影評人協會              | 最佳整體演出              | 寄生上流               | 提名   |
| 2019年 | 女性影評人線上協會              | 最佳整體演出              | 寄生上流               | 亚军   |
| 2019年 | 大西紐約影評人協會              | 最佳男配角                | 寄生上流               | 提名   |
| 2020年 | 哥倫布影評人協會                | 最佳整體演出              | 寄生上流               | 獲獎   |
| 2020年 | 澳洲影視藝術學院國際獎          | 最佳男配角                | 寄生上流               | 提名   |
| 2020年 | 芝加哥獨立影評人                | 最佳男配角                | 寄生上流               | 獲獎   |
| 2020年 | 國家影評人協會                  | 最佳男配角                | 寄生上流               | 第三名 |
| 2020年 | 奧斯汀影評人協會                | 最佳男配角                | 寄生上流               | 提名   |
| 2020年 | 奧斯汀影評人協會                | 最佳整體演出              | 寄生上流               | 提名   |
| 2020年 | 在線影評人協會                  | 最佳男配角                | 寄生上流               | 提名   |
| 2020年 | 道林獎                          | 年度電影配角演出－男演員  | 寄生上流               | 獲獎   |
| 2020年 | 喬治亞影評人協會                | 最佳整體演出              | 寄生上流               | 提名   |
| 2020年 | 音樂之城影評人協會              | 最佳整體演出              | 寄生上流               | 提名   |
| 2020年 | 洛杉磯影評人協會                | 最佳男配角                | 寄生上流               | 獲獎   |
| 2020年 | 評論家選擇電影獎                | 最佳整體演出              | 寄生上流               | 提名   |
| 2020年 | 美國演員工會獎                  | 最佳電影整體演出          | 寄生上流               | 獲獎   |
| 2020年 | 在線電影與電視協會              | 最佳男配角                | 寄生上流               | 亚军   |
| 2020年 | 在線電影與電視協會              | 最佳突破演出：男性        | 寄生上流               | 提名   |
| 2020年 | 在線電影與電視協會              | 最佳整體演出              | 寄生上流               | 獲獎   |
| 2020年 | 金賽電影獎                      | 最佳男配角                | 寄生上流               | 提名   |
| 2020年 | 金賽電影獎                      | 最佳整體演出              | 寄生上流               | 獲獎   |
| 2020年 | 國際電影愛好者協會              | 最佳男配角                | 寄生上流               | 提名   |
| 2020年 | 國際電影愛好者協會              | 最佳整體演出              | 寄生上流               | 獲獎   |
| 2020年 | 第56屆大鐘獎                    | 最佳男主角獎              | 寄生上流               | 提名   |
| 2020年 | 第56屆百想藝術大獎              | 男子最優秀演技獎          | 寄生上流               | 提名   |
| 2020年 | 亞洲影評人協會獎                | 最佳男主角獎              | 寄生上流               | 提名   |
| 2020年 | 克羅魯迪斯獎                    | 最佳整體演出              | 寄生上流               | 獲獎   |
| 2021年 | 大阪電影節                      | 外國電影男主角獎          | 寄生上流               | 獲獎   |
| 2022年 | 第75屆坎城影展                  | 最佳男演員獎              | 嬰兒轉運站             | 獲獎   |
| 2023年 | 第59屆百想藝術大獎              | 電影部門 男子最優秀演技賞 | 嬰兒轉運站             | 提名   |
| 2023年 | 第59屆大鐘賞                    | 最佳男主角                | 誆世巨作：蜘蛛窩新宇宙 | 提名   |
| 2023年 | 第44届青龙电影奖                | 最佳男主角                | 誆世巨作：蜘蛛窩新宇宙 | 提名   |
| 2024年 | 第19屆首爾國際電視節            | 國際競賽單元 男子演員獎   | 逆貧大叔               | 獲獎   |
| 2024年 | 第33屆釜日電影獎                | 最佳男主角                | 誆世巨作：蜘蛛窩新宇宙 | 提名   |
| 2024年 | 第44届黄金摄影奖                | 最佳男主角                | 誆世巨作：蜘蛛窩新宇宙 | 獲獎   |

## 備註
1. ↑  與《從前，有個好萊塢》並列
2. ↑  與《我叫多麥特》衛斯理·史奈普並列

## 外部連結
- NAVER （页面存档备份，存于）
- 宋康昊在互联网电影资料库（IMDb）上的資料（英文）